# Fausta (emperadriu)
Fausta va ser una emperadriu romana d'Orient, consort de l'emperador romà d'Orient Constant II.
Era filla de Valentí, un descendent de la família dels Arxakuní que havien governat Armènia fins a finals del segle v. Aquesta família va tenir un paper important a la cort romana d'Orient en èpoques posteriors. Valentí aspirava al tron imperial, i el casament de la seva filla amb Constant, net de l'emperador Heracli, formava part de les seves maniobres per a aconseguir-ho, sobretot després del derrocament d'Heraclones i de la seva mare Martina, en què havia participat activament. Constantí era menor d'edat, i el seu casament amb Fausta va posar en mans de Valentí la direcció de l'imperi.
Valentí hauria provat de fer-se nomenar coemperador, però el poble de Constantinoble s'hi va oposar, i es va haver d'acontentar amb el càrrec de cap de l'exèrcit. Valentí va mantenir una situació de poder, que van portar-lo a intentar un altre com assolir el tron, i l'any 644 o 645 les activitats militars que va organitzar van fer creure, potser amb certesa, que volia donar un cop d'estat per quedar-se el tron. Hi va haver una forta oposició per part de l'església encapçalada pel patriarca Pau II de Constantinoble, que, amb ajuda de la població va expulsar els militars i alguns van ser linxats. Segons Teòfanes el Confessor, aquesta temptativa li hauria costat la vida a Valentí.
Fausta i Constant van tenir diversos fills. El primer fill conegut va ser Constantí IV, successor del seu pare a l'imperi, que hauria nascut el 650 i se'l va proclamar coemperador l'abril del 654. Es coneixen els noms de dos dels seus altres fills, Heracli i Tiberi, que també van ser designats coemperadors l'any 659.
L'any 611 Constant abandona Constantinoble per instal·lar-se a Siracusa, que vol convertir en la seva residència principal per la resta del seu regnat. Fausta el devia acompanyar, però no és segur. El que se sap és que els seus fills es van quedar a Constantinoble, segons diu Joan Zonaràs. El 15 de setembre de l'any 668 Constant va ser assassinat mentre es banyava pel seu camarlenc. No es coneixen els motius dels conspiradors, però sembla que Fausta va sobreviure als fets. Els assassins van proclamar emperador al general Mecenci, que estava implicat en la mort de Constant, però va ser derrotat per una expedició armada dirigida per Constantí IV, que va mantenir el títol d'emperador. Els seus germans Heracli i Tiberi van ser confirmats en el càrrec de coemperadors, però Constantí els va allunyar del poder l'any 681 i els va mutilar, sembla que per la seva participació en una conspiració. No se sap la data de la mort de Fausta, encara que segurament va veure com els seus fills petits van ser desposseïts del rang.